# Wizje, czyli jak nauka zmieni świat w XXI wieku
Wizje: czyli jak nauka zmieni świat w XXI wieku (tytuł oryg. Visions. How Science Will Revolutionize the 21st Century) – książka Michio Kaku, wydana w 1997.
Michio Kaku opisuje rodzącą się współcześnie nową epokę nauki i techniki, podejmuje próbę prognozy opartej na wiedzy naukowej. Według autora współczesna nauka opiera się na trzech filarach: materii, życiu oraz umyśle i odpowiadającym im dwudziestowiecznym osiągnięciom rozszczepienia jądra atomowego, odczytania kodu genetycznego i skonstruowaniu komputera. W przeszłości w nauce dominował redukcjonizm, dzięki któremu sformułowano podstawowe prawa mechaniki kwantowej, dokonano odkryć w biologii molekularnej i rozpoczęto rewolucję komputerową. Jednak według autora okres dominacji redukcjonizmu już się kończy, nadchodzi nowa era, epoka synergii (współdziałania) tych trzech dziedzin wiedzy. Formułując bardziej szczegółowe przewidywania, Kaku wyznacza orientacyjne ramy czasowe i dzieli chronologię pojawiania się spodziewanych wynalazków na okresy przed 2020, 2020–2050 i po 2050. Książka dzieli się na trzy rozdziały: "Rewolucja komputerowa", "Rewolucja biomolekularna" i "Rewolucja kwantowa".